# Bathybagrus tetranema
Bathybagrus tetranema é uma espécie de peixe da família Claroteidae.
É endémica de Zâmbia.
Os seus habitats naturais são: lagos de água doce.